# Луїджі Факта
Луїджі Факта (італ. Luigi Facta; 1 вересня 1861, Пінероло, П'ємонт — 5 листопада 1930, Пінероло, П'ємонт) — італійський політик і державний діяч, очолював кабінет міністрів Італії з 26 лютого 1922 по 31 жовтня 1922 року. Він був останнім головою Ради міністрів Італії до насильницького захоплення державної влади фашистами під керівництвом Беніто Муссоліні, в результаті так званого «Маршу на Рим».

## Кар'єра
Луїджі Факта увійшов в політику в 1892 році як член ліберальної партії парламенту від Пінероло. Це депутатське крісло він займав протягом тридцяти років. Він працював майже безперервно протягом цього часу в різних коаліційних урядах, в різних кабінетах міністрів. З 1910 по 1914 рік і з 1919 по 1920 рік Факта виконував обов'язки міністра фінансів Італії.
З початком Першої світової війни Луїджі Факта активно ратував за нейтралітет Італії, але після того, як королівство вступило у війну, він змінив свою думку. Син Луїджі загинув під час бойових дій, і Факта, говорив, що він пишається тим, що його син приніс в жертву власне життя в ім'я своєї країни.
У лютому 1922 року, Факта був призначений прем'єр-міністром і сформував власний кабінет. Італію в той час потрясали хвилювання, ініційовані фашистами на чолі з Беніто Муссоліні. Коли чорносорочечники почали «Марш на Рим», король Віктор Емануїл III відмовив Луїджі Факта в підтримці, хоча італійська армія була готова придушити фашистський путч. Час було втрачено і при владі встав Муссоліні, що проголосив себе диктатором.
Факта не став відкрито виступати проти Муссоліні і тому став сенатором у 1924 році.
Помер Луїджі Факта 31 жовтня 1930 року в своєму рідному місті Пінероло.